# Réthly Attila
Réthly Attila (Szombathely, 1971. június 26. –) magyar rendező, egyetemi tanár.

## Életpályája
Édesanyja dr. Sándori Klára és édesapja dr. Réthly András is orvos. A soproni Berzsenyi Dániel Gimnáziumban érettségizett. 1991–1992 között a Független Színpadon dolgozott, majd 1992–1995 között a veszprémi Petőfi Színház rendezőasszisztense. 1995–2000 között a Színház- és Filmművészeti Főiskola hallgatója, Székely Gábor osztályában. 2000–2009 között a kaposvári Csiky Gergely Színház rendezője. 2014–2016 között a Thália Színház, majd 2016-tól a szombathelyi Weöres Sándor Színház főrendezője volt.
2005-től a Kaposvári Egyetem Művészeti Karának óraadó tanára, 2008-tól annak adjunktusa. 2010-től az egyetem osztályvezető színészpedagógusa. 2013-ban távozott az egyetemről.
2013-ban DLA fokozatot szerzett a Színház- és Filmművészeti Egyetemen. Témavezetője Székely Gábor volt.
Nős, két gyermeke: Kamilla (2002) és Ambrus (2010).

## Díjai, elismerései
- A Soros Stúdiószínházi Fesztivál Fődíja – 1999
- Örkény István drámaírói ösztöndíj – 1999; 2000